# Nelson Ferreira Júnior
Nelson Ferreira Júnior foi um jovem catequista do município de Ipatinga, no estado de Minas Gerais, mais conhecido como Juninho, que desapareceu misteriosamente em 17 de maio de 1992 após uma abordagem da Polícia Militar em sua cidade, na região do chamado bairro Ideal. Tinha 19 anos. Pessoas da cidade relatam que, no mesmo dia, um corpo foi jogado na rede de esgoto, perto do local do desaparecimento do rapaz.

## História

### Antecedentes
Juninho estava acompanhado de outros adolescentes - o irmão Nanderson Magno Reis, de 17 anos, um amigo e três garotas - que nunca souberam explicar exatamente o que aconteceu durante a batida policial. Juninho e o irmão estavam de carona em um Opala branco, quando, às 23h30, foram abordados por nove policiais, que saíram de uma Kombi fortemente armados e teriam disparado antes mesmo da saída dos ocupantes do veículo. Juninho se assustou e correu. Policiais o seguiram e ele nunca mais foi visto.

### Investigação
Na ocasião, foram realizados atos públicos exigindo a investigação do caso, o que gerou apenas afastamentos temporários do major responsável pelo inquérito policial-militar e do Primeiro Promotor de Justiça de Ipatinga, por ter sido considerado suspeito no trato das questões de tortura. Todos os policiais envolvidos na abordagem do catequista foram absolvidos. Um deles continua na PM e obteve várias promoções. Outro foi eleito vereador em Ipatinga.

### Ameaças
Todas as atividades que envolveram policiais, civis ou militares, tiveram como resposta ameaças aos que investigavam o caso. O radialista Rodrigo Neto, que se notabilizou por denunciar o desaparecimento de Juninho, foi morto em  março de 2013. 